# Castlevania: Order of Ecclesia
Castlevania: Order of Ecclesia, conocido en Japón como Akumajō Dorakyura Ubawareta Kokuin (悪魔城ドラキュラ 奪われた刻印, "Devil's Castle Dracula: The Stolen Seal") es la tercera entrega de la saga Castlevania en Nintendo DS, y la última realizada por Konami Japón.

## Historia
En cierto momento del año 1800, la humanidad vive tranquila, pero de repente el clan Belmont, que protege al mundo de la maldad de Drácula, desaparece por completo. Desde entonces, muchas organizaciones intentan suplantarles, pero todas desaparecen por el fracaso.
Una de las organizaciones, La Orden de Ecclesia, domina el arte de crear y usar glifos. La heroína Shanoa, perteneciente a Ecclesia, decide utilizar su cuerpo como recipiente del glifo absoluto, el Dominus. No obstante, en pleno ritual dirigido por Barlowe, líder de Ecclesia, es interrumpido por otro integrante de la organización, Albus, quien al interrumpirla, deja a Shanoa sin sentimientos ni recuerdos. Albus decide llevarse el Dominus y Barlowe encarga a Shanoa la misión de recuperarlo para poder matar a Drácula.
Tras varias aventuras y una relación con los visitantes de la aldea de Wygol, se descubre que Albus utilizando el glifo torpor les ha paralizado y escondido en diversos escenarios. También les extrae sangre y entrega a Shanoa dos partes del dominus, ya que está dividido en tres. Al ver Albus a Shanoa absorber las dos partes básicas de Dominus aprende él a utilizar Dominus, ya que Albus no sabía absorber glifos. También descubre que Dominus está hecho con la fuerza de Drácula. Albus, al usar el último trozo de Dominus se ve consumido por su poder y Shanoa, sin saber que era su hermano, lo derrota. Al absorber su último trozo, en su mente circulan los recuerdos de Albus, hecho gracias a la sangre de los aldeanos, últimos descendientes del clan Belmont y Shanoa descubre que robó el glifo para protegerla, ya que quien use Dominus es aniquilado automáticamente. Antes de volver a Ecclesia, Albus le hace prometer a Shanoa que nunca usará el Dominus.
Ya en Ecclesia, al empezar el ritual para destruir el recipiente del alma de Drácula, Shanoa se revela a Barlowe, ya que en realidad fue él quien le robó las emociones y las usó como sacrificio a Dominus y lo derrota. Su verdadera intención era usar el Dominus para romper el sello del alma de Drácula y liberarla para resucitarle. Barlowe es poseído por el poder del señor oscuro y rompe el sello del alma. Así Barlowe toma el alma de Drácula y se rige su castillo.
Shanoa llega ante Drácula y, para vencerle, usa a Dominus, lo que la lleva a la más plena oscuridad y a la destrucción de Drácula. Resuenan de nuevo los recuerdos de Albus, el cual se ofrece ponerse en su lugar para salvarle la vida, pero antes de irse, le pide a Shanoa que sonría, y así lo hace. Finalmente, Albus es liberado de Dominus y el castillo es destruido.

## Desarrollo
El juego fue realizado por el equipo que desarrolló Castlevania: Portrait of Ruin junto a Igarashi. En una entrevista de conexión de cable, Igarashi dijo: "Estamos haciendo otra versión para el Nintendo DS. No ha habido un anuncio oficial, pero lo estamos haciendo... queremos que la gente pueda disfrutar de la versión del PSP, Castlevania: The Dracula X Chronicles, y después lo anunciaremos. Por lo tanto, tendrá que esperar un poco". El 25 de enero de 2008, se filtró un grupo de capturas de pantalla de un juego de Castlevania para el DS, que además presentaba una conexión para el Wii. Igarashi no dio una respuesta directa si esto era aún el mismo juego ni explicó si era un producto oficial de Konami -dijo en IGN que "Konami no hace comentarios sobre rumores o especulaciones". Finalmente, se confirmó por una actualización posterior que se trataba de capturas de pantalla de Order of Ecclesia.

## Recepción
Shane Bettenhausen de la revista norteamericana Electronic Gaming Monthly lo calificó como una mezcla entre Symphony of the Night y Simon's Quest, señalando que el nivel de dificultad alta fue compensada por los elementos de RPG. Bettenhausen también comentó acerca de la calidad del juego, y a pesar de la longitud, señaló que hay "3 o 4 niveles de las cosas de encontrar". Concluyó su experiencia con el juego diciendo: "Todo está orientado a la acción RPG de Castlevania en su mejor momento". Más tarde el juego recibió una calificación de A- for la web de videojuegos 1Up.com, que afirmaron que "con este juego, el productor de la serie, Koji Igarashi, demuestra que aún puede dar nueva vida a esta larga, a menudo franquicia de autocanibalismo".
Castlevania: Order of Ecclesia fue galardonado como el mejor juego de Nintendo DS por GameTrailers.com en su ceremonia de premios de 2008: Video Game Awards. Se le catalogó como el mejor juego de la plataforma Nintendo DS en IGN. También fue nominado para varios otros premios de Nintendo DS, incluyendo el de mejor tecnología de gráficos, mejor banda sonora y Juego del Año. Sin embargo, a raíz de los nominaciones que ganó, no obtuvo ninguno de los premios.
Las ventas iniciales del juego en Japón se presentaron en 19.000 copias vendidas durante su primera semana.

## Dato curioso
Barlowe, al ser descubierto por Shanoa, es idéntico a Ian Holm en la película Desde el Infierno; coincidiendo en ser el asesino en serie o el principal sospechoso, con una mirada altiva, traicionera, y creyendo ser lo que la humanidad necesita en el siglo XIX.
Barlowe, tiene un gran parecido a Palpatine/Darth Sidious, principal villano de la saga Star Wars.